# Кірпулянський Дмитро Костянтинович
Дмитро Костянтинович Кірпулянський (нар. 2 червня 1985 р., Макіївка) — дворазовий сучасний олімпійський п'ятиборець з України. Він також виграв індивідуальну бронзову медаль на чемпіонаті світу з сучасного п'ятиборства 2009 року в Лондоні, Англія.

## Кар'єра
Кірпулянський досяг найкращих результатів і послідовно виступав у змаганнях серед чоловіків на Олімпійських іграх, коли у 2008 році він став дев'ятим. На літніх Олімпійських іграх 2012 року в Лондоні, однак, він ляснув свого коня Wonderboy після того, як кінь мало не кинув його, а потім впав із нього під час елементу верхової їзди. Після його раптового падіння та невдалої спроби закінчити курс верхової їзди Кірпулянський опустився на тридцять п'яте місце в загальному заліку.
Кірпулянський працює доктором медицини в Донецькому національному медичному університеті. Він є членом донецького «Динамо», наразі його тренує батько Костянтин.